# Syrie seconde
Fin du IVe siècle
Entités précédentes :
- Cœlé-Syrie

La Syrie seconde (en latin : Syria Secunda) ou Syrie salutaire (en latin : Syria Salutaris) est une province romaine puis byzantine créée vers la fin du IVe siècle par division de la Cœlé-Syrie. Elle avait pour métropole Apamée.